# Калино (Ярославская область)
Калино — деревня в Тутаевском районе Ярославской области России.
В рамках административно-территориального устройства относится к Борисоглебскому сельскому округу Тутаевского района, в рамках организации местного самоуправления включается в Левобережное сельское поселение.

## География
Деревня находится в центральной части области, в подзоне южной тайги, на расстоянии примерно 2 километров (по прямой) к северо-северо-востоку от города Тутаева, административного центра района. Абсолютная высота — 117 метров над уровнем моря.

### Климат
Климат характеризуется как умеренно континентальный, с умеренно холодной зимой и тёплым умеренно влажным летом. Среднегодовая температура воздуха — +4,7 °C. Средняя температура воздуха самого холодного месяца (января) — −11,6 °C (абсолютный минимум — −38,4 °C); самого тёплого месяца (июля) — +17,2 °C (абсолютный максимум — +35,8 °C). Вегетационный период длится около 165—170 дней. Годовое количество атмосферных осадков составляет около 500—600 миллиметров, из которых большая часть выпадает в тёплый период. Среднегодовая скорость ветра — 2,6 м/с.

### Часовой пояс
Калино, как и вся Ярославская область, находится в часовой зоне МСК (московское время). Смещение применяемого времени относительно UTC составляет +3:00.

## Население
| 2007 | 2010 |
| ---- | ---- |
| 1    | →1   |

### Национальный состав
Согласно результатам переписи 2002 года, в национальной структуре населения русские составляли 100 % из 2 человек.